# غويليرمي ليال
غويليرمي ليال (بالبرتغالية: Guilherme Peirão Leal‏) هو رائد أعمال برازيلي، ولد في 22 فبراير 1950 في سانتوس، ساو باولو في البرازيل.